# Luddnicka
Luddnicka (Pohlia proligera) är en bladmossart som beskrevs av Brotherus 1903. Luddnicka ingår i släktet nickmossor, och familjen Bryaceae. Arten är reproducerande i Sverige. Inga underarter finns listade i Catalogue of Life.

## Bildgalleri

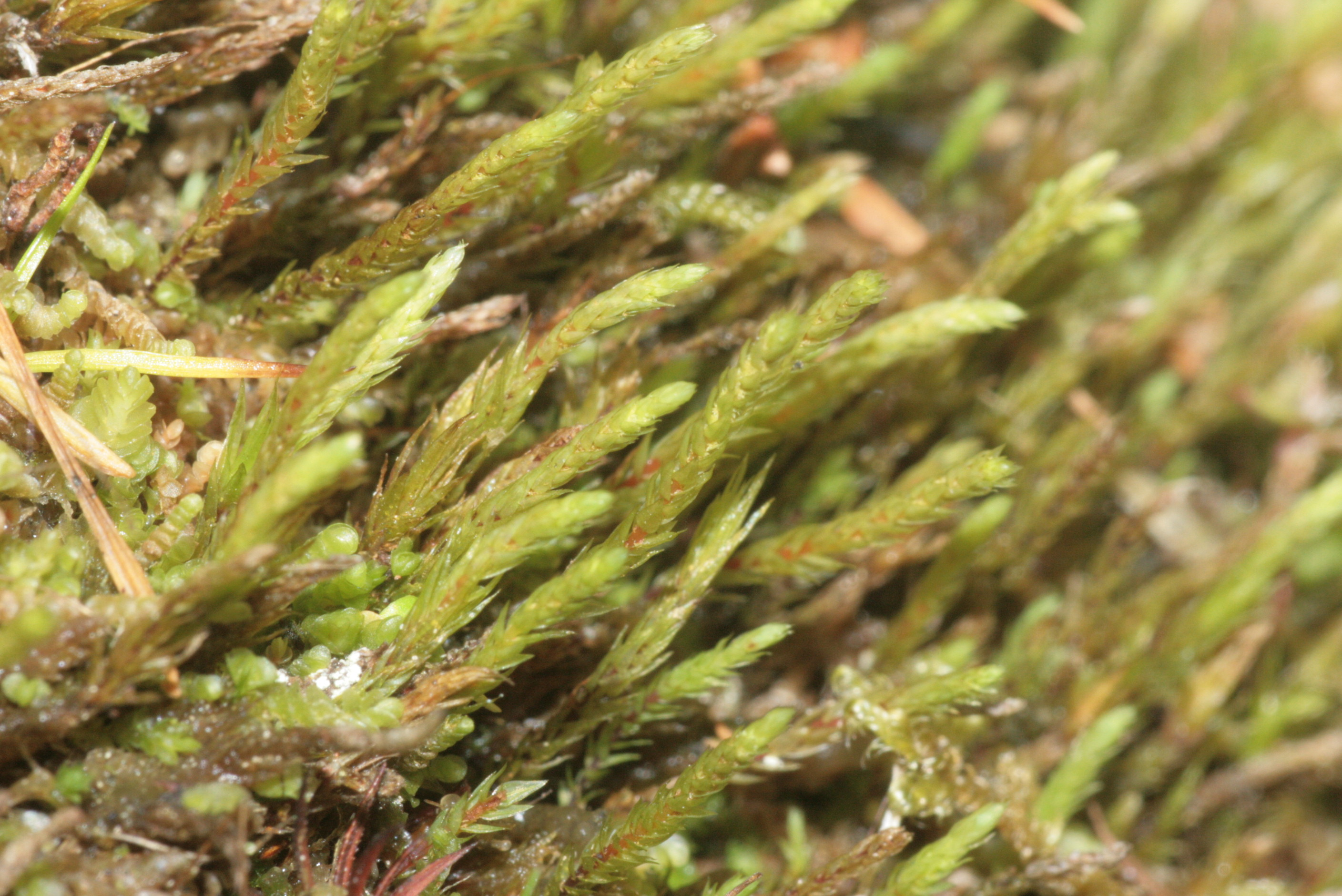
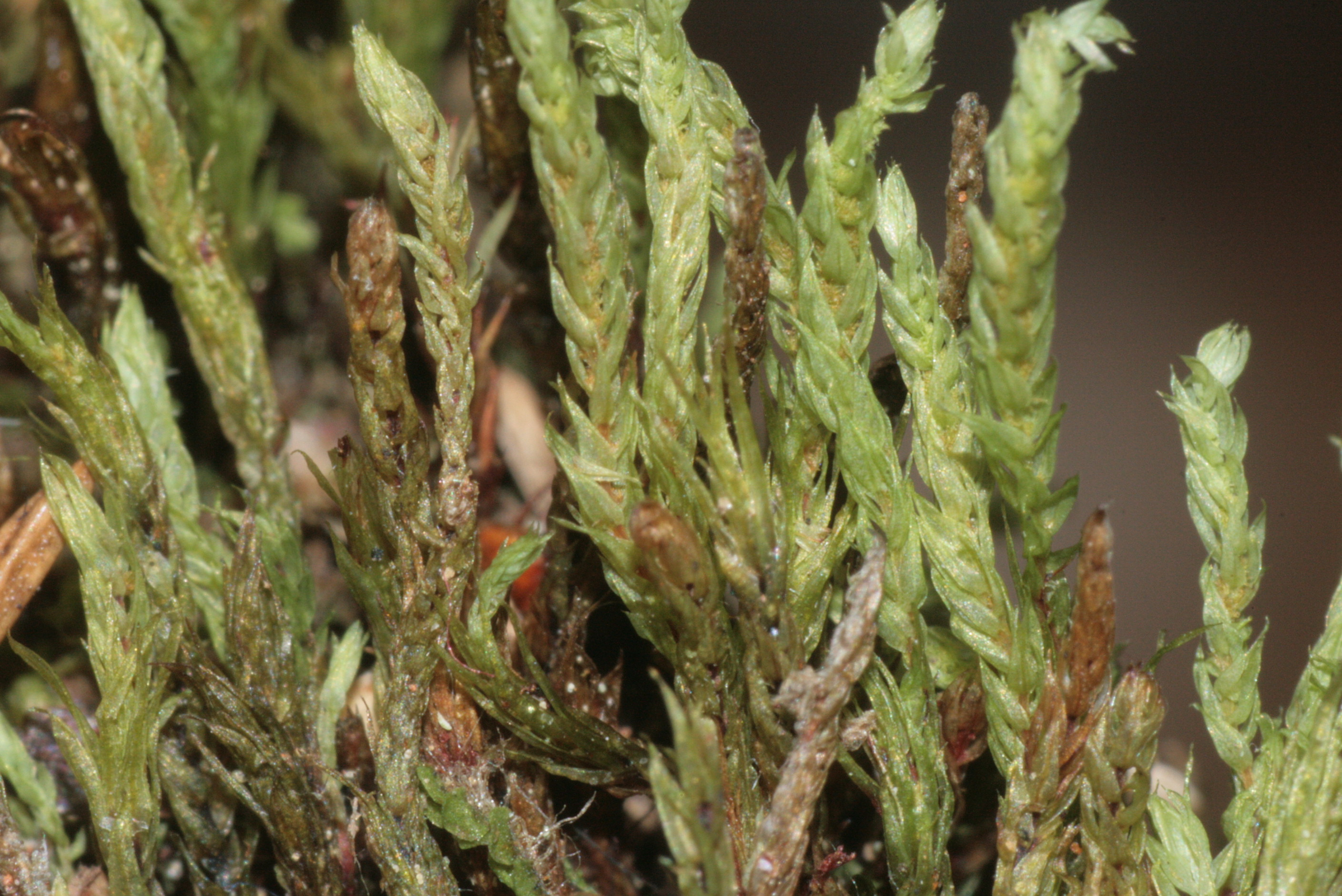
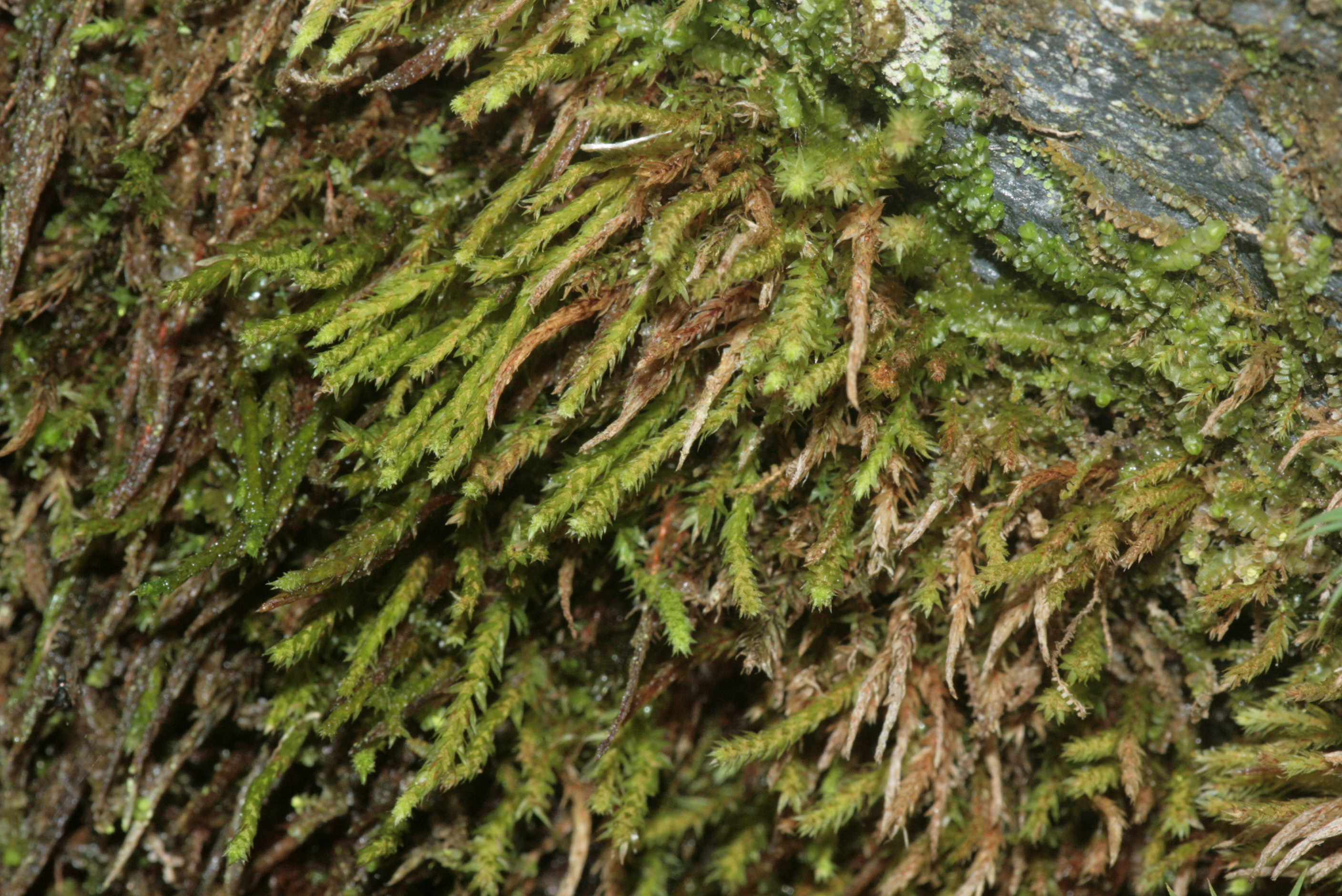
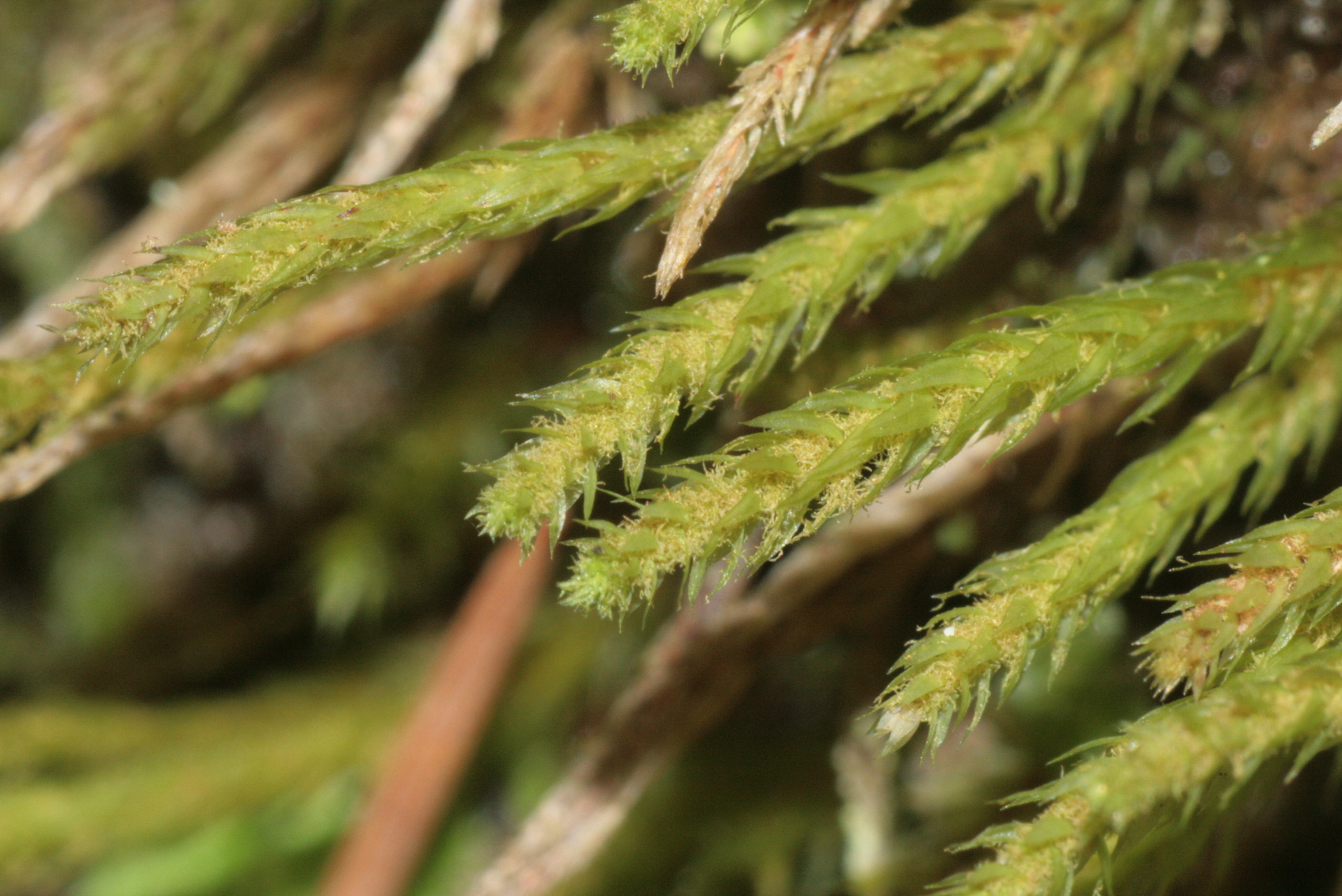
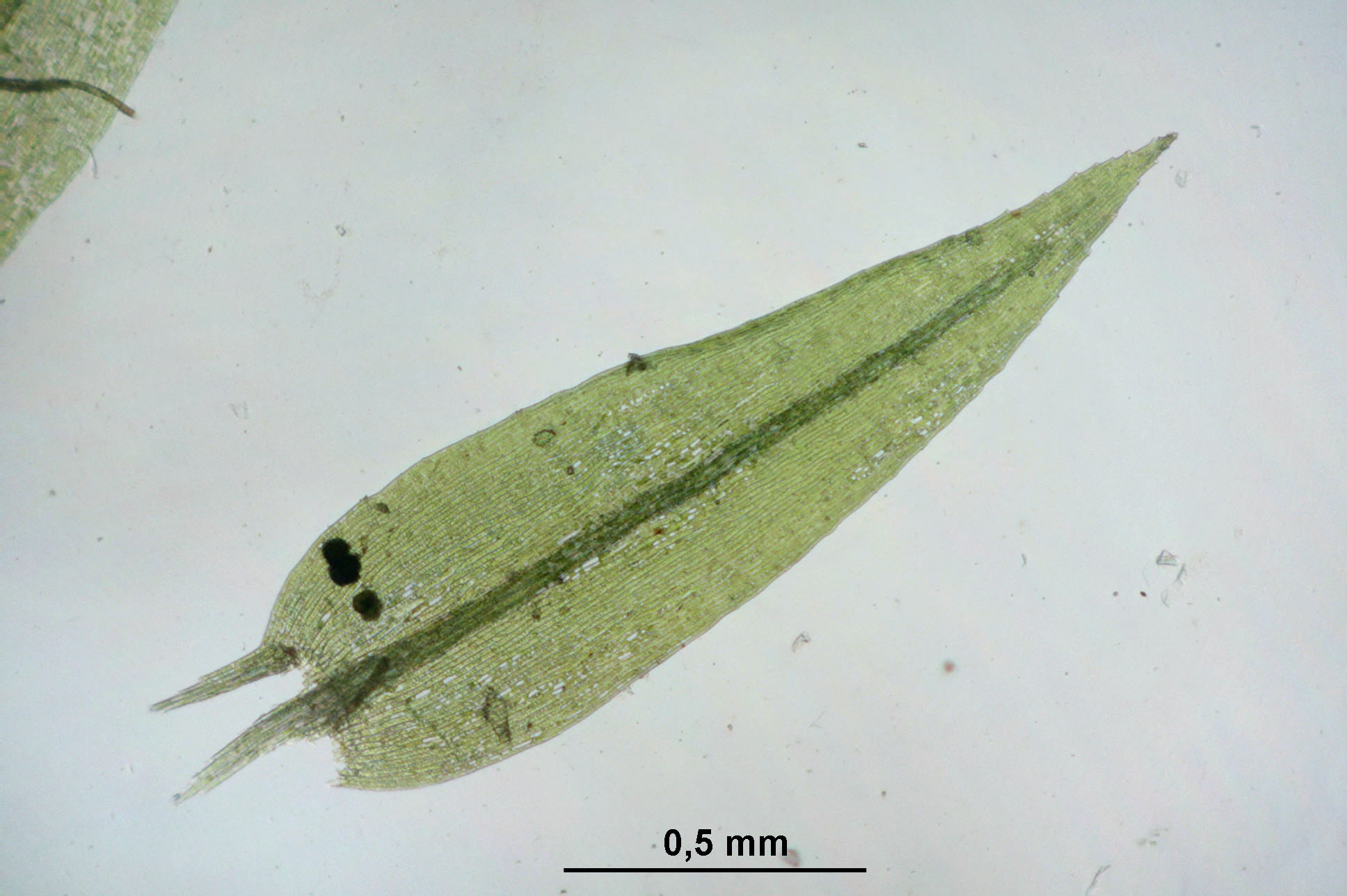
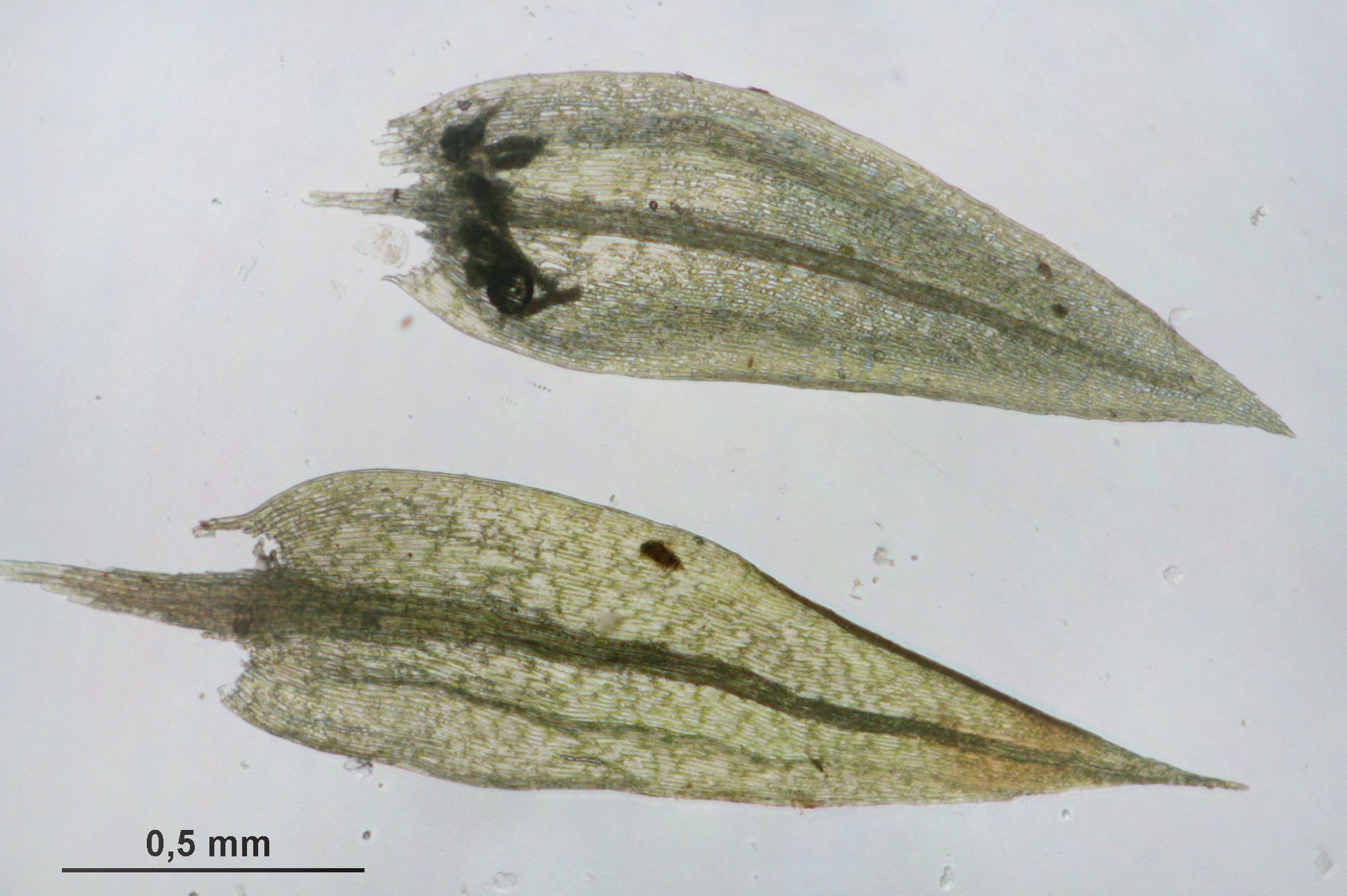